# Almenara de Tormes
Almenara de Tormes es un municipio y localidad española de la provincia de Salamanca, en la comunidad autónoma de Castilla y León. Se integra dentro de la comarca de la Tierra de Ledesma. Pertenece al partido judicial de Salamanca y a la Mancomunidad Comarca de Ledesma.
Su término municipal está formado por un solo núcleo de población, ocupa una superficie total de 19,29 km² y según los datos demográficos recogidos en el padrón municipal elaborado por el INE en el año 2017, cuenta con una población de 254 habitantes.
Su iglesia, del siglo XII, es de estilo románico, con un bello pórtico, y está catalogada Bien de Interés Cultural.

## Etimología
El término Almenara proviene del árabe المنارة (al-manāra), «el faro» o «la atalaya».
El de 2 de julio de 1916 se publicó en la Gaceta de Madrid un Real Decreto por el que se cambió la denominación de la localidad de Almenara por Almenara de Tormes.

## Historia
Los orígenes de Almenara de Tormes se remontan a hace unos 300.000 años, de cuando se datan una serie de piedras talladas encontradas en la cueva llamada de "La mora". Asimismo, hay constancia histórica y documental que habla de la existencia de un castro prerromano y un dolmen en lo alto del cerro que domina la localidad. Datados ya en época romana, fueron hallados, en un corral de la localidad, varios sarcófagos actualmente destruidos.
Ya en la Edad Media, la repoblación de Almenara de Tormes fue llevada a cabo por los reyes de León, una vez que fueron reconquistadas Ledesma, Juzbado, Guadramiro y Salamanca por Ramiro II de León en el siglo X. Estos monarcas erigieron una fortaleza en la localidad, siendo donado el pueblo en 1167 por el rey Fernando II de León al obispo de Salamanca como señorío particular. En estos primeros años de reconquista fue construida la iglesia de San Salvador, de la que no se conserva ningún resto, si bien parte de sus piedras fueron empleadas para la construcción de la iglesia de Nuestra Señora de la Asunción. 
Ya en la Baja Edad Media, según Manuel Gómez-Moreno, a finales del siglo XIII o principios del siglo XIV, Sancho el de la Paz (que era hijo del infante Don Pedro y nieto de Alfonso X el Sabio), ordenó edificar un castillo en Almenara, lo que coincide en parte con lo manifestado por otros autores, que señalan que del primitivo castillo del siglo XII debían quedar pocos restos en la época de Sancho el de la Paz, ya que éste es mencionado en un documento de 1315 como el constructor de la fortaleza, aunque otros aseguran que fue construida por el infante Don Pedro. En todo caso, está constatdo que a inicios del siglo XIV Almenara pertenecía a la Corona, ya que el rey Fernando IV confirmó el 17 de junio de 1312 a la villa de Ledesma todos los privilegios, mercedes y franquicias de los que ya disfrutaba cuando era señor de la villa el infante Don Pedro, fallecido en 1283, y también confirmó la jurisdicción de Ledesma sobre todas las aldeas de su término a excepción de la de Almenara de Tormes, que fue separada de aquella y elevada a la categoría de villa por Fernando IV.
Asimismo, el historiador César González Mínguez destacó que tras Cortes de Valladolid de 1312, la autoridad de Fernando IV, que falleció en septiembre de ese mismo año, se estaba robusteciendo tras varios años de inestabilidad, y numerosos territorios, como el de Ledesma, que hasta entonces había pertenecido a Sancho el de la Paz, estaban volviendo a pertenecer al realengo. Sin embargo, los ledesminos consiguieron que el 20 de agosto de 1315, durante las Cortes de Burgos, los tutores del rey Alfonso XI devolvieran al concejo de Ledesma la aldea de Almenara de Tormes. Y el día 26 de agosto de ese mismo año Alfonso XI también ordenó, a petición de los concejos de Salamanca, Zamora y Ledesma, que el castillo de Almenara de Tormes fuera demolido a causa de los males que ocasionaba a los habitantes de la región. Posteriormente, en el siglo XV, Almenara de Tormes pasó a ser cabeza de una de las rodas en que se dividía el alfoz de Ledesma.
Ya en la Edad Contemporánea, a inicios del siglo XIX, tuvo lugar el estallido de la Guerra de Independencia, de la cual Almenara de Tormes no quedó al margen, ya que su iglesia parroquial fue saqueada por las tropas napoleónicas durante el conflicto. Asimismo, en la pared exterior de una de las capillas del templo pueden apreciarse varios orificios de balas, que parece ser datarían de este conflicto bélico. Finalmente, con la creación de las actuales provincias en 1833, Almenara de Tormes quedó encuadrada en la provincia de Salamanca y dentro de la Región Leonesa.

## Geografía
La población se encuentra a una altitud de 782 m s. n. m. Pertenece a la comarca de la Tierra de Ledesma. Su paisaje está bañado por el río Tormes. En la parte norte del término municipal el paisaje predominante es la llanura cerealística, el propio de la comarca de La Armuña.

## Geografía humana

### Demografía
Cuenta con una población de 305 habitantes (INE 2024).
| Gráfica de evolución demográfica de Almenara de Tormes entre 1842 y 2021 |
| |
| Población de derecho según los censos de población del INE Población de hecho según los censos de población del INEEn estos censos se denominaba Almenara: 1842, 1857, 1860, 1877, 1887, 1897, 1900 y 1910 |

## Patrimonio
- Iglesia de Nª Sª de la Asunción del siglo XII, fue declarada Bien de Interés Cultural en el año 1993. Es una de las mejores muestras del románico de la provincia.
- Ermita del Santo Cristo de las Batallas también en el casco urbano, conserva una talla de madera policromada del siglo XIII o XIV.

## Administración y política
| Partido político                         | 2019  | 2019  | 2019       | 2015  | 2015  | 2015       | 2011  | 2011  | 2011       | 2007  | 2007  | 2007       | 2003  | 2003  | 2003       |
| Partido político                         | %     | Votos | Concejales | %     | Votos | Concejales | %     | Votos | Concejales | %     | Votos | Concejales | %     | Votos | Concejales |
| Partido Popular (PP)                     | 55,44 | 107   | 4          | 67,65 | 138   | 5          | 70,24 | 144   | 5          | 67,42 | 149   | 5          | 39,13 | 72    | 1          |
| Partido Socialista Obrero Español (PSOE) | 40,93 | 79    | 3          | 1,47  | 3     | 0          | 25,85 | 53    | 2          | 30,77 | 68    | 2          | 46,20 | 85    | 4          |
| Almenara Viva                            | —     | —     | —          | 29,41 | 60    | 2          | —     | —     | —          | —     | —     | —          | —     | —     | —          |
| Unión del Pueblo Salmantino (UPSa)       | —     | —     | —          | —     | —     | —          | —     | —     | —          | —     | —     | —          | 8,70  | 16    | 0          |